# Apteronotus brasiliensis
Apteronotus brasiliensis is een straalvinnige vissensoort uit de familie van de staartvinmesalen (Apteronotidae). De wetenschappelijke naam van de soort is voor het eerst geldig gepubliceerd in 1852 door Johannes Theodor Reinhardt.